# Paca Aguilera
Pour les articles homonymes, voir Aguilera.
Francisca Aguilera Domínguez, dite Paca Aguilera, née le 15 janvier 1867 à Ronda (Andalousie) et morte le 18 janvier 1913 à Madrid, est une chanteuse gitane espagnole. C'est une figure importante du flamenco.

## Biographie
En 1890, elle s'est produite avec Aniya la Gitana, une autre chanteuse gitane originaire de Ronda, au Café Chinitas de Malaga, haut lieu du flamenco de l'époque. Elle s'est également produite à Séville, Carthagène et Madrid.